# مغربة السوداء (وشحة)

تعديل مصدري - تعديل

مغربة السوداء هي إحدى قرى عزلة ضاعن بمديرية وشحة التابعة لمحافظة حجة، بلغ تعداد سكانها 298 نسمة حسب تعداد اليمن لعام 2004.